# Marcos Camozzato
Marcos Camozzato (ur. 17 czerwca 1983 w Porto Alegre) – brazylijski piłkarz występujący na pozycji prawego obrońcy. Posiada również włoskie obywatelstwo.

## Kariera klubowa
Marcos Camozzato zawodową karierę rozpoczął w 2003 w SC Internacional. Rywalizacja o miejsce w składzie tego zespołu była jednak na tyle duża, że młody Brazylijczyk nie miał szans na grę w pierwszym składzie. W 2005 Camozzato został wypożyczony do klubu SER Caxias, a po powrocie do Internacionalu rozegrał dla niego trzy spotkania w pierwszej lidze. Następnie brazylijski obrońca został wypożyczony do Standardu Liège, w barwach którego zadebiutował w rozgrywkach Eerste Klasse.
Gra Camozzato spodobała się działaczom klubu z Liège, którzy dogadali się z Internacionalem w sprawie definitywnego transferu tego piłkarza. W sezonie 2007/2008 Brazylijczyk był podstawowym zawodnikiem swojego zespołu i wystąpił w 32 ligowych meczach. 7 grudnia 2007 strzelił swoją pierwszą bramkę dla Standardu w wygranym 5:1 spotkaniu ze Sportingiem Charleroi. Razem z drużyną Camozzato sięgnął po dziewiąty w historii klubu tytuł mistrza kraju i podpisał z nim nowy kontrakt, który ma obowiązywać do 2013. 6 listopada 2008 brazylijski gracz po raz pierwszy wystąpił w rozgrywkach Pucharu UEFA, a Standard pokonał na własnym boisku Sevillę 1:0. W sezonie 2008/2009 Camozzato stworzył linię obrony wspólnie ze swoim rodakiem Dante, Amerykaninem Oguchim Onyewu oraz Senegalczykiem Mohamedem Sarrem.
Latem 2010 Camozzato został graczem Club Brugge. Następnie grał w Ponte Preta i KSV Roeselare.